# 2017年法塔赫—哈马斯协议
2017年法塔赫—哈马斯协议是法塔赫与哈马斯于2017年10月12日签署的和解协议。在埃及的斡旋下，雙方在开罗签署和解協議。 
根据該协议，巴勒斯坦民族权力机构将在加沙地带部署3000名警察。加沙地带的民事管轄權移交給法塔赫，加沙地带的封锁将放松。2017年11月1日之前，巴勒斯坦民族权力机构主席马哈茂德·阿巴斯的巴勒斯坦总统卫队接管拉法口岸。协议签署后一年内應該舉行立法機構、总统和全国委员会的选举。哈马斯和法塔赫在选举前先组建临时政府。
哈馬斯原定於2017年12月1日交出加薩地帶的控制權，但這一日期又推遲至12月10日。截至2018年1月，双方仍然未能执行协议。對此哈马斯表示，該組織不會放下武器；巴勒斯坦民族权力机构主席兼法塔赫主席马哈茂德·阿巴斯表示，加沙地帶的所有武器應該由巴勒斯坦民族权力机构的安全部队接管。